# Вилхелм (Хесен-Филипстал)
Вилхелм фон Хесен-Филипстал (на немски: Wilhelm von Hessen-Philippsthal; * 29 август 1726, Филипстал; † 8 август 1810, Филипстал) от Дом Хесен, е ландграф на Хесен-Филипстал (1770 – 1806).

## Биография
Той е най-възрастният син на ландграф Карл I фон Хесен-Филипстал (1682 – 1770) и съпругата му херцогиня Каролина Христина фон Саксония-Айзенах (1699 – 1743), дъщеря на херцог Йохан Вилхелм фон Саксония-Айзенах.
Вилхелм става ландграф на Хесен-Филипстал след смъртта на баща му през 1770 г. Той е генерал на пехотата на Холандия и губернатор на Хертогенбос. Той също е комтур на Йоанитския орден на Комтурство Лагов (в Швебоджински окръг). Член е на съюза на масоните.
През 1806 г. Филипстал е окупиран от французите и територията минава към Кралство Вестфалия.

## Фамилия
Вилхелм се жени на 22 юни 1755 г. в Турне за братовчедката си принцеса Улрика Елеонора фон Хесен-Филипстал-Бархфелд (* 27 април 1732, Ипер; † 2 февруари 1795, Бюкебург), дъщеря на ландграф Вилхелм фон Хесен-Филипстал-Бархфелд и съпругата му принцеса Шарлота Вилхелмина фон Анхалт-Бернбург-Шаумбург-Хойм. Те имат децата:
- Каролина (1756 – 1756)
- Карл (1757 – 1793), наследствен принц на Хесен-Филипстал, полковник-лейтенант на Хесен-Касел, женен 1791 г. за принцеса Виктория фон Анхалт-Бернбург (1772 – 1817), дъщеря на Франц Адолф фон Анхалт-Бернбург-Шаумбург-Хойм
- Вилхелм (1758 – 1760)
- Фридерика (1760 – 1771)
- Юлиана (1761 – 1799), омъжена на 10 октомври 1780 за граф Филип II Ернст фон Шаумбург-Липе (1723 – 1787)
- Фридрих (1764 – 1794), до 1784 в армията на Хесен-Касел; до 1793 императорски руски полковник-лейтенант, от 1793 холандски полковник, умрял от раните си след битка при Ватерло
- Вилхелм (1765 – 1766)
- Лудвиг (1766 – 1816), ландграф на Хесен-Филипстал, женен 1791 за графиня Мария Франциска Берге фон Трипс (1771 – 1805)
- Шарлота Амалия (1767 – 1767)
- син (1768)
- Ернст Константин (1771 – 1849), ландграф на Хесен-Филипстал, женен

∞ 1796 принцеса Христиана Луиза фон Шварцбург-Рудолщат (1775 – 1808)
∞ 1812 принцеса Каролина фон Хесен-Филипстал (1793 – 1872)